# Distrito de Tōhaku
El distrito de Tōhaku (東伯郡 Tōhaku-gun?) es un distrito localizado en la prefectura de Tottori, Japón. En junio de 2019 tenía una población estimada de 53.087 habitantes y una densidad de población de 104 personas por km². Su área total es de 508,37 km².

## Localidades
- Hokuei
- Kotoura
- Misasa
- Yurihama